# Incubus – Mörderische Träume
Incubus – Mörderische Träume (Originaltitel: The Incubus) ist ein kanadischer Horrorfilm von John Hough aus dem Jahr 1982. Der Film basiert auf das Roman Incubus von Ray Russel.

## Handlung
In Galen entdecken Sam Cordell und Sheriff Hank Walden plötzlich einer Reihe von vergewaltigten toten Frauen, bei denen alle Frauen an den während der Angriffe erlittenen gewaltsamen Traumata gestorben sind. Ein kleiner Junge hat Albträume, wenn er diese Angriffe sieht und er befürchtet, dass er unwissentlich für diese Todesfälle verantwortlich sein könnte. Aber die schreckliche Wahrheit ist, dass ein Incubus Frauen jagt und durch die Stadt streift.

## Produktion
Der Film wurde in der Nähe von Toronto, Ontario, über einen Zeitraum von zehn Wochen gedreht.

## Veröffentlichung
Der Film wurde im Sommer 1982 regional in den Vereinigten Staaten veröffentlicht, die Vorführungen begannen bereits am 3. August 1982 in Tucson. Es wurde später am 27. August 1982 in Phoenix eröffnet, bevor es auf Städte in New Jersey ausgedehnt wurde. In Kalifornien kam der Film Herbst 1982.

### Heimveröffentlichung
Der Film wurde 2002 auf DVD von Elite Entertainment veröffentlicht. Am 30. Oktober 2018 veröffentlichte Vinegar Syndrome Special Edition auf Blu-ray.

## Rezeption
Lexikon des internationalen Films schrieb: Mischung aus fantastischem Horror- und Kriminalfilm, der weitgehend auf banale und abgegriffene Genremotive zurückgreift und auch vor abstoßenden Effekten nicht zurückschreckt; trotz einiger dichter Momente und solider Schauspieler ein überflüssiger Film.